# Steen Nielsen
Steen "Nalle" Nielsen (født 1. juli 1975 i København) er en dansk standupkomiker, der i 2002 vandt DM i stand-up, og senere Comedy Fight Club for viderekommende. Han har desuden deltaget i TV2 Zulus Comedy Fight Club.
Han er også med i redaktionen på programmet Dybvaaaaad! med Tobias Dybvad.
I 2019 optrådte han med sit one-manshow Farmageddon.